# Olympische Geschichte Südvietnams
| Gelbes Symbol für Goldmedaillen mit stilisierten Olympischen Ringen | Graues Symbol für Silbermedaillen mit stilisierten Olympischen Ringen | Braundes Symbol für Bronzemedaillen mit stilisierten Olympischen Ringen |
| ------------------------------------------------------------------- | --------------------------------------------------------------------- | ----------------------------------------------------------------------- |
| —                                                                   | —                                                                     | —                                                                       |

Das NOK Südvietnams, das Uỷ ban Olympic Việt Nam, wurde 1951 gegründet und im selben Jahr vom IOC anerkannt. Von 1952 bis 1972 traten 39 südvietnamesische Sportler, unter ihnen zwei Frauen, bei Olympischen Sommerspielen an. Auf eine Teilnahme an Winterspielen wurde verzichtet. Medaillen wurden keine gewonnen.
Jüngstes Mitglied einer südvietnamesischen Mannschaft war 1964 der Schwimmer Nguyễn Ðình Lê, der im Alter von 15 Jahren antrat. Ältestes Mannschaftsmitglied war 1972 der Sportschütze Hồ Minh Thu mit 43 Jahren.

## Übersicht der Teilnehmer

### Sommerspiele
| Jahr              | Flaggenträger | Teilnehmer | Männer | Frauen | Sportarten | Goldmedaillen | Silbermedaillen | Bronzemedaillen | Gesamt |
| ----------------- | ------------- | ---------- | ------ | ------ | ---------- | ------------- | --------------- | --------------- | ------ |
| 1952 Helsinki     |               | 8          | 8      | 0      | 5          |               |                 |                 |        |
| 1956 Melbourne    |               | 6          | 6      | 0      | 1          |               |                 |                 |        |
| 1960 Rom          |               | 3          | 3      | 0      | 2          |               |                 |                 |        |
| 1964 Tokio        |               | 16         | 16     | 0      | 5          |               |                 |                 |        |
| 1968 Mexiko-Stadt |               | 9          | 7      | 2      | 5          |               |                 |                 |        |
| 1972 München      | Hồ Minh Thu   | 2          | 2      | 0      | 1          |               |                 |                 |        |

### Winterspiele
Keine Teilnahmen an Olympischen Winterspielen.

## Medaillengewinner
Keine Medaillengewinner